# Meet the Beatles!
Meet The Beatles! (englisch für „Triff die Beatles!“) ist das zweite in den USA veröffentlichte Album der britischen Band The Beatles. Es erschien am 20. Januar 1964. Es ist das erste Album der Beatles, das von Capitol Records vertrieben wurde. Das Album basiert überwiegend auf With the Beatles, dem zweiten britischen Album der Gruppe.

## Entstehung

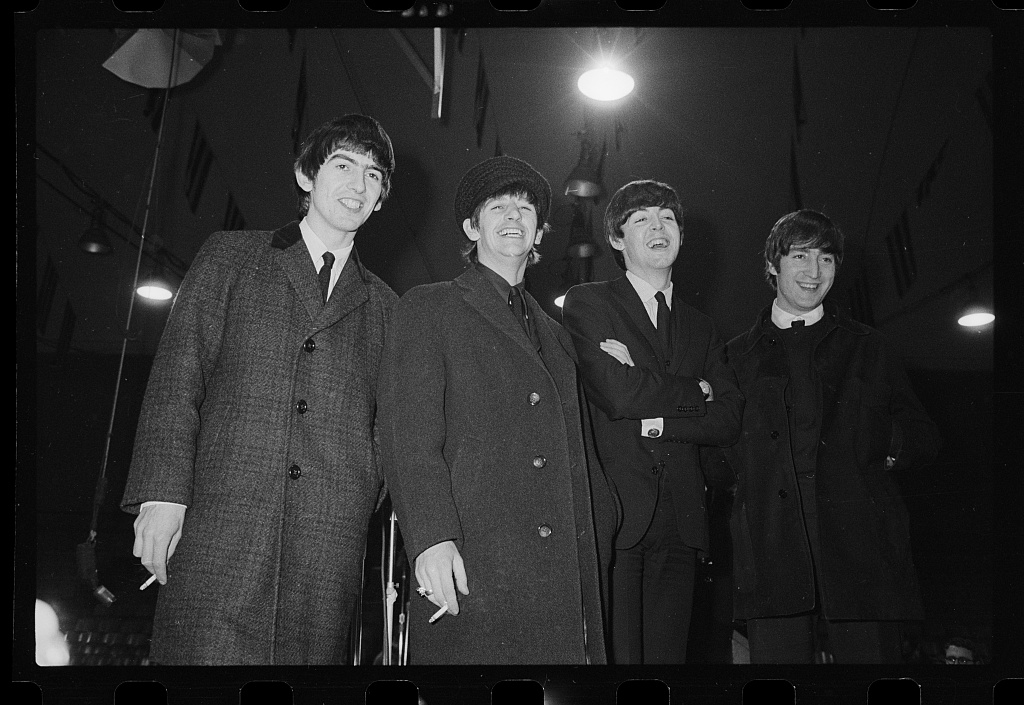
Die Beatles während einer Pressekonferenz auf dem John F. Kennedy International Airport am 7. Februar 1964

Nachdem Capitol Records das Angebot ausgeschlagen hatte, die EMI-Vertriebsrechte für die USA für die Beatles zu übernehmen, schloss Vee-Jay Records einen Vertrag mit den Beatles ab. Erst im Dezember 1963 unterzeichnete Brian Epstein, der Manager der Beatles, einen Plattenvertrag mit Capitol Records für zukünftige Beatles-Veröffentlichungen. Am 26. Dezember 1963 erschien dann mit I Want to Hold Your Hand / I Saw Her Standing There die erste Single der Beatles bei Capitol Records. Die Single stieg am 18. Januar 1964 auf Platz 45 in die Billboard Hot 100 ein. Zwei Wochen später führte I Want to Hold Your Hand die Charts an. Es war der kommerzielle Durchbruch für die Beatles in den USA.

USA-Tourroute im Februar 1964

Am 20. Januar 1964, zehn Tage nach der Veröffentlichung des Albums Introducing… The Beatles von Vee-Jay Records, erschien das Album Meet the Beatles! in den USA, das im Wesentlichen auf dem britischen Album With the Beatles basiert. Während in Großbritannien das Albumformat 14 Lieder umfassen konnte, waren in den USA zwölf oder weniger Lieder die Regel für ein Album. Weiterhin wurden in den USA erfolgreiche Singles der Beatles auf den Studioalben, im Gegensatz zu Großbritannien, hinzugefügt, sodass eine Anzahl von Liedern übrig blieb, die dann für „neue“ Alben verwendet wurde. Meet the Beatles! umfasste neun Lieder des Albums With the Beatles, die Singleveröffentlichung I Want to Hold Your Hand / I Saw Her Standing There sowie This Boy die britische Single-B-Seite von I Want to Hold Your Hand. Bei der Zusammenstellung der Lieder, die von Dave Dexter Jr. erfolgte, wurde darauf geachtet, dass möglichst viele Eigenkompositionen der Beatles auf dem Album enthalten waren, um dem US-amerikanischen Publikum zu zeigen, dass die Beatles auch begabte Komponisten und nicht nur Interpreten von Liedern sind. Die einzige Fremdkomposition war Till There Was You. Vom 7. bis zum 22. Februar 1964 begaben sich die Beatles auf eine Werbetour in die USA. Am 7. Februar 1964 landeten die Beatles in einem PanAm-Flugzeug auf dem New Yorker Flughafen, wo 5000 Fans und 200 Journalisten sie auf dem Rollfeld empfingen. Am 9. Februar 1964 traten die Beatles mit fünf Liedern (All My Loving, Till There Was You, She Loves You, I Saw Her Standing There und I Want to Hold Your Hand), wie im Oktober 1963 geplant, in der populären Ed Sullivan Show auf. 73,7 Millionen Zuschauer an den Fernsehgeräten verfolgten die Live-Sendung. Am 11. Februar 1964 erfolgte das erste Konzert der Beatles in den USA, im Washington Coliseum (Washington, D.C.), das zweite Konzert erfolgte in der New Yorker Carnegie Hall, gefolgt von einem weiteren Auftritt in der Ed Sullivan Show am 16. Februar, der im Deauville Hotel in Miami Beach stattfand.
Das Album erreichte die Nummer-Eins-Position am 15. Februar 1964 in den US-amerikanischen Billboard 200, wo es elf Wochen blieb. Bis Ende 1966 wurden in den USA mehr als fünf Millionen Exemplare verkauft. Das britische Album With the Beatles erschien regulär in den USA erst im Jahr 1987 im Rahmen der CD-Veröffentlichungen.
Das Album Meet the Beatles! wurde in einer Mono- und in einer Stereo-Version veröffentlicht. Die Monoversion ist die heruntergemischte britische Stereoversion. I Want to Hold Your Hand und This Boy sind allerdings die originalen britischen Monoabmischungen. Bei der Stereoversion des Albums wurden keine Stereoabmischungen der Lieder I Want to Hold Your Hand und This Boy, sondern sogenannte Duophonic-Abmischungen (Fake-Stereo), verwendet.
Das Album Meet the Beatles! wurde auch in Mexiko, Jamaika, Kolumbien und Kanada veröffentlicht.

## Covergestaltung
Für das Album Meet the Beatles! wurde das Coverfoto von Robert Freeman für das Album With the Beatles übernommen.

## Titelliste
Die neun in Fettschrift dargestellten Titel befinden sich auf dem Album With the Beatles.
| Nr. | Lied                     | Autor            | Leadgesang                     | Länge |
| --- | ------------------------ | ---------------- | ------------------------------ | ----- |
| 01  | I Want to Hold Your Hand | Lennon/McCartney | Lennon und McCartney           | 2:24  |
| 02  | I Saw Her Standing There | Lennon/McCartney | Paul McCartney                 | 2:50  |
| 03  | This Boy                 | Lennon/McCartney | Lennon, McCartney und Harrison | 2:11  |
| 04  | It Won’t Be Long         | Lennon/McCartney | Lennon                         | 2:13  |
| 05  | All I’ve Got to Do       | Lennon/McCartney | Lennon                         | 2:03  |
| 06  | All My Loving            | Lennon/McCartney | McCartney                      | 2:08  |

| Nr. | Lied                | Autor            | Leadgesang | Länge |
| --- | ------------------- | ---------------- | ---------- | ----- |
| 07  | Don’t Bother Me     | Harrison         | Harrison   | 2:28  |
| 08  | Little Child        | Lennon/McCartney | Lennon     | 1:46  |
| 09  | Till There Was You  | Meredith Willson | McCartney  | 2:14  |
| 10  | Hold Me Tight       | Lennon/McCartney | McCartney  | 2:32  |
| 11  | I Wanna Be Your Man | Lennon/McCartney | Starr      | 1:59  |
| 12  | Not a Second Time   | Lennon/McCartney | Lennon     | 2:07  |

## Wiederveröffentlichung
- Das Album Meet the Beatles! wurde im November 2004 als Bestandteil der Zusammenstellung The Capitol Albums Vol. 1 erstmals als CD veröffentlicht. Die CD beinhaltet die Mono- als auch die Stereoversion des Albums.
- Im Januar 2014 wurde Meet the Beatles! als Teil der CD-Box The U.S. Albums erneut veröffentlicht, es erschien auch separat und enthält wiederum die Mono- und die Stereoversion des Albums. Während bei den Boxen The Capitol Albums Vol. 1 und Vol. 2 die originalen Submaster von Capitol Records und nicht die originalen Master der Abbey Road Studios verwendet wurden, wurden für die Alben der The U.S. Albums Box im Wesentlichen die im September 2009 veröffentlichten remasterten britischen Mono- und Stereobänder verwendet.
- Das Album ist seit dem 17. Januar 2014 als Download bei iTunes erhältlich.
- Am 22. November 2024 wurde Meet the Beatles! auf schwarzem[9] und blauem Vinyl[10] wiederveröffentlicht.

## Chartplatzierungen des Albums
| Album       | Album             | Datum der Veröffentlichung | Datum der Veröffentlichung | Datum der Veröffentlichung | Beste Charts-Platzierung | Beste Charts-Platzierung | Beste Charts-Platzierung | Label Katalognr. | Label Katalognr.                       | Label Katalognr. |
| Typ         | Titel             | GB                         | US                         | DE                         | GB                       | US                       | DE                       | GB               | US                                     | DE               |
| ----------- | ----------------- | -------------------------- | -------------------------- | -------------------------- | ------------------------ | ------------------------ | ------------------------ | ---------------- | -------------------------------------- | ---------------- |
| Kompilation | Meet the Beatles! | –                          | 20. Jan. 1964              | –                          | n.v.                     | 1                        | 68                       | –                | Capitol T 2047 (Mono) ST 2047 (Stereo) | –                |

Das Album erreichte in Deutschland erstmals im November 2024 die Charts.

## Auskopplungen

### Singles
| Single                                              | Datum der Veröffentlichung | Datum der Veröffentlichung | Datum der Veröffentlichung | Beste Charts-Platzierung | Beste Charts-Platzierung | Beste Charts-Platzierung | Label Katalognr. | Label Katalognr. | Label Katalognr. |
| A-Seite / B-Seite                                   | GB                         | US                         | DE                         | GB                       | US                       | DE                       | GB               | US               | DE               |
| --------------------------------------------------- | -------------------------- | -------------------------- | -------------------------- | ------------------------ | ------------------------ | ------------------------ | ---------------- | ---------------- | ---------------- |
| I Want to Hold Your Hand / I Saw Her Standing There | –                          | 13. Jan. 1964              | –                          | n.v.                     | 01 / 14                  | n.v.                     | –                | Capitol 5112     | –                |

In Kanada veröffentlichte Singles wurden teilweise in die USA importiert. Zwei dieser Importe erreichten Chartplatzierungen, die Lieder von einer der beiden Singles befinden sich auf dem Album Meet the Beatles!:
| A-Seite / B-Seite        | Veröff.      | Beste Pos. | Label Katalognr. |
| ------------------------ | ------------ | ---------- | ---------------- |
| All My Loving / This Boy | 9. März 1964 | 45         | Capitol 72144    |

### Extended Plays (EPs)
| EP                  | EP                                                                | Datum der Veröffentlichung | Datum der Veröffentlichung | Datum der Veröffentlichung | Beste Charts-Platzierung | Beste Charts-Platzierung | Beste Charts-Platzierung | Label Katalognr. | Label Katalognr.   | Label Katalognr. |
| Titel               | Lieder A-Seite / B-Seite                                          | GB                         | US                         | DE                         | GB                       | US                       | DE                       | GB               | US                 | DE               |
| ------------------- | ----------------------------------------------------------------- | -------------------------- | -------------------------- | -------------------------- | ------------------------ | ------------------------ | ------------------------ | ---------------- | ------------------ | ---------------- |
| Four by the Beatles | Roll Over Beethoven; All My Loving / This Boy; Please Mr. Postman | –                          | 11. Mai 1964               | –                          | n.v.                     | 92                       | n.v.                     | –                | Capitol EAP-1-2121 | –                |

### US-Promotion-EPs
| Titel                                 | Inhalt                                                                                                   | Veröffentlichung | Label Katalognr.   |
| ------------------------------------- | --- | ---------------- | ------------------ |
| Meet The Beatles (USA-Jukebox EP)     | It Won’t Be Long / This Boy / All My Loving / Don’t Bother Me / All I’ve Got To Do / I Wanna Be Your Man | Jan. 1964        | Capitol SXA-2047   |
| The Beatles’ Interview (USA-Promo EP) | Open End Interview / I Want To Hold Your Hand / This Boy / It Won’t Be Long                              | Jan. 1964        | Capitol Pro-2548/9 |

## Verkaufszahlen und Auszeichnungen
| Land/Region               | Auszeichnungen für Musikverkäufe (Land/Region, Auszeichnung, Verkäufe) | Verkäufe  |
| ------------------------- | ---------------------------------------------------------------------- | --------- |
| Kanada (MC)               | Platin                                                                 | 100.000   |
| Vereinigte Staaten (RIAA) | 5× Platin                                                              | 5.000.000 |
| Insgesamt                 | 6× Platin ·                                                            | 5.100.000 |

## Japanische-Veröffentlichung
In Japan erschien am 5. April 1964 als Debütalbum Meet the Beatles! (Katalognummer ODEON OR-7041), ausschließlich in Mono. Das Album enthält nicht nur 14 statt wie in den USA 12 Lieder, sondern auch eine andere Trackliste. Die Erstauflage der Langspielplatte wurde auf rotem Vinyl gepresst.

### Titelliste
Seite 1
1. I Want to Hold Your Hand – 2:24
2. She Loves You – 2:19
3. From Me to You – 1:56
4. Twist and Shout – 2:30
5. Love Me Do – 2:19
6. Baby It’s You – 2:40
7. Don’t Bother Me – 2:28

Seite 2
1. Please Please Me – 2:00
2. I Saw Her Standing There – 2:50
3. P.S. I Love You – 2:06
4. Little Child – 1:46
5. All My Loving – 2:04
6. Hold Me Tight – 2:30
7. Please Mister Postman – 2:34

### Wiederveröffentlichung
Das Album Meet the Beatles! wurde im Juni 2014 als Bestandteil der Zusammenstellung The Japan Box erstmals als CD veröffentlicht. Die CD beinhaltet die Mono-Version des Albums.